# 알탄 칸

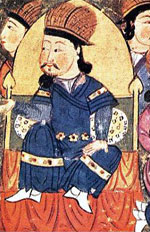
알탄 칸(俺答汗)

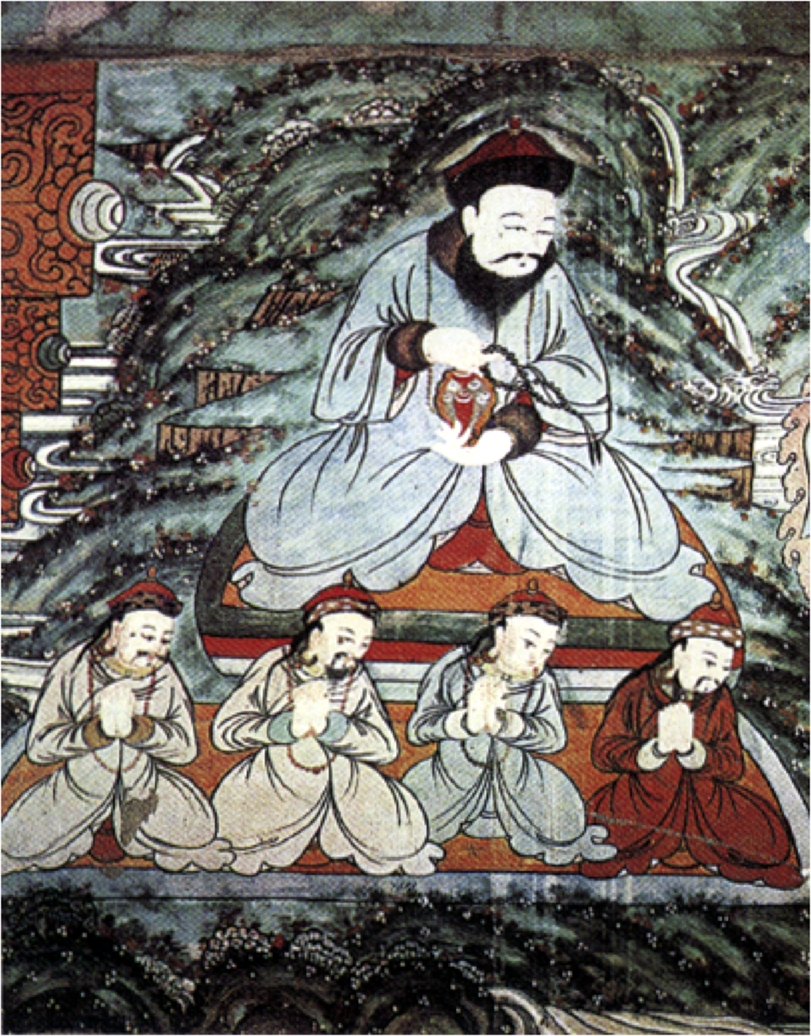
불교 탱화에 묘사된 알탄 칸

튀메드의 알탄 칸(ᠠᠯᠲᠠᠨ ᠬᠠᠨ, Алтан хан, 俺答 汗, 阿勒坦 汗, 阿拉坦 汗, Altan Khan of the Tümed 1507년 1월 2일 ~ 1582년 1월 13일 혹은 2월 26일)은 몽골 튀메드부의 군주이다. 북원(北元)의 대칸인 다얀 카안(達延 可汗, Dayan Khan)의 손자이며, 바르스볼드 조논 칸의 차남이며 쌍둥이였다. 직책은 투메드인 먕간 알탄 쿠르딩 에르굴레치 차크라바르티 세첸 카안(Түмэдийн Мянган алтан хүрднийг эргүүлэгч Чакраварди сэцэн хаан), 존호는 소토 세첸 칸(Суут сэцэн хан, 천혜를 가진 현명한 칸), 다그신 보그드 알탄 칸(дагшин богд Алтан хаан)이다. 티베트 불교의 겔룩파 소남 갸초를 몽골로 초빙했으며, 티베트 불교를 다시 포교, 전파하였다. 별칭은 알탄 아부하이(俺答阿不孩)이다. 엄답(俺答), 아륵탄(阿勒坦), 암달(諳達, 暗達)로도 부른다. 내몽골의 수도 후허하오터의 건설자이다. 본명은 안다(ᠠᠨᠳᠠ Анд, Амда 諳達 또는 暗達)이다.
1538년 혹은 형 군빌리크가 죽은 1542년부터 몽골 동부 우익몽골의 지도자가 되어 실권을 잡고, 투시예트 세첸 칸(Түшээт сэцэн хан, 보좌하는 현명한 칸)의 칭호를 받았다. 오르도스 지방에 분봉된 다얀 칸의 손자 알탄 칸은 16세기 중기부터 빈번하게 중국에 침입했다. 1542년 5월 사자 석천작을 보내 조공과 무역을 청했으나 살해되자, 분노하여 그해 7월 양주(凉州)와 선부(宣府) 등을 공격, 20만 명의 병력을 전사시키고 200만 마리의 가축을 노획해 돌아갔다. 1550년에는 명나라와의 말 무역 협상을 가정제(嘉靖帝)가 거절하자, 그해 6월 북경(北京) 주변을 포위하고 방화한 경술의 변을 일으켰다.
1551년 다라이손 구덴 칸(達賚孫庫登汗)은 알탄 칸에게 게게엔 칸이라는 직위를 주어 타협하였다. 다라이손 구덴 칸은 차하르(察哈爾)로 근거지를 옮길 수밖에 없었으며, 대칸의 권력은 점차 쇠퇴하기 시작했다. 1552년 카라코룸, 칭하이를 점령하고, 오이라트를 공격하여 서쪽으로 추방했다. 1562년 오이라트를 다시 공격해 시베리아로 몰아냈다. 재위 기간 동안 그는 몽골의 농업, 축산 및 수공예 산업을 발전시켰고 한족과 티베트 문화를 흡수하고, 건축, 공예, 의약, 달력 제조 및 군사 전술의 발전을 촉진시켰다. 1571년 명나라와 협상, 순의왕작을 받았다. 알탄 칸은 1582년 죽었다. 그의 아들 셍게 뒤렁(森格都隆, Sengge Düüreng)이 그의 뒤를 계승되었다. 그는 몽골에서 불교를 부활시킨 군주이다.

## 생애

### 생애 초기
알탄 칸은 1507년 1월 2일 몽골 제국 다얀 카안의 셋째 아들인 바르수볼라트 지농(사인 알락 카안)의 아들로 카탄 고르 강(Хатан гол, 황하강의 몽골어식 발음) 강변에서 태어났고, 어머니는 호소이 타부낭의 딸인 보딘 카툰(Бодон хатан 博坦哈屯)이다. 칭기즈 칸의 17세손으로, 할아버지는 몽골 제국을 재통합한 바투몽케 다얀 카안이다. 알탄 칸의 생일은 다른 설도 있어서 음력 12월 19일 출생 설과 음력 12월 30일 출생 설이 있다. 쌍둥이 형제로 뫼겐(Мөнгөн)이 있었다.
형제로는 형 군빌리크 메르겐, 동생 우르진(Лабуг тайж 우르진부), 혼도카이 또는 바야스칼 혼도르(Баясхал хөндлөн хан, 하르친부), 나림(Нарийн тайж 차간타타르부, 백타타르(白鞑靼)), 아타나르(용시예브부), 일찍 요절한 타라카이 등이 있었다.
본명은 안다(ᠠᠨᠳᠠ Анд, Амнд 諳達, 暗達)인데, 한자어 암달(諳達 혹은 暗達)로 표기된다. 몽골어로 친구, 의형제를 뜻한다. 만주어로도 친구를 뜻한다. 뒤에 알탄(Алтан)으로 개명했다. 알탄은 몽골어로 황금을 뜻한다. 존칭은 투메드인 먕간 알탄 쿠르딩 에르굴레치 차크라바르티 세첸 카안(Түмэдийн Мянган алтан хүрднийг эргүүлэгч Чакраварди сэцэн хаан)으로, '투메드의 천 개의 황금 바퀴를 움직이는 알탄, 차크라바르티이자 현명한 카안'이라는 뜻이다. 알탄은 몽골어로 황금을 뜻한다. 명나라 사서에는 엄답(俺答), 아륵탄(阿勒坦), 암달(諳達)로도 표기되는데, 알탄의 한자 음역이다. 『명실록』에는 엄답, 아륵탄, 『명사』, 청나라 사서에는 암달로 나타난다.
알탄 아부하이로도 불려 엄답아불해(俺答阿不孩)로도 표기된다. 아불해, 즉 아부하이는 몽골어로 '어른, 노인, 아버지'를 뜻한다. 엄답, 아부하이가 두 명으로 보는 설과, 엄답아불해는 동일인 이름으로, 아불해(아부하이)를 존칭으로 보는 설이 있다.
아버자 바르수볼라드 카안은 할아버지 댜안 카안으로부터 우익 3만호를 분봉받고 지농에 임명됐다. 다얀 카안 사후, 미성년자임에도 보디 알락 칸 대신 몽골 제국의 대칸이 되었으나, 보디 알락은 3년간 몽골 왕족, 노얀, 족장들의 지지를 얻어 자신의 삼촌 바르수볼라드 카안을 추방했다. 대신 보디 알락 칸은 삼촌 바르수볼라드에게 투메드부, 오르도스부, 용시예브부 등 우익 3만호를 증여해주고, 지농 직을 다시 부여했다.

### 청년기

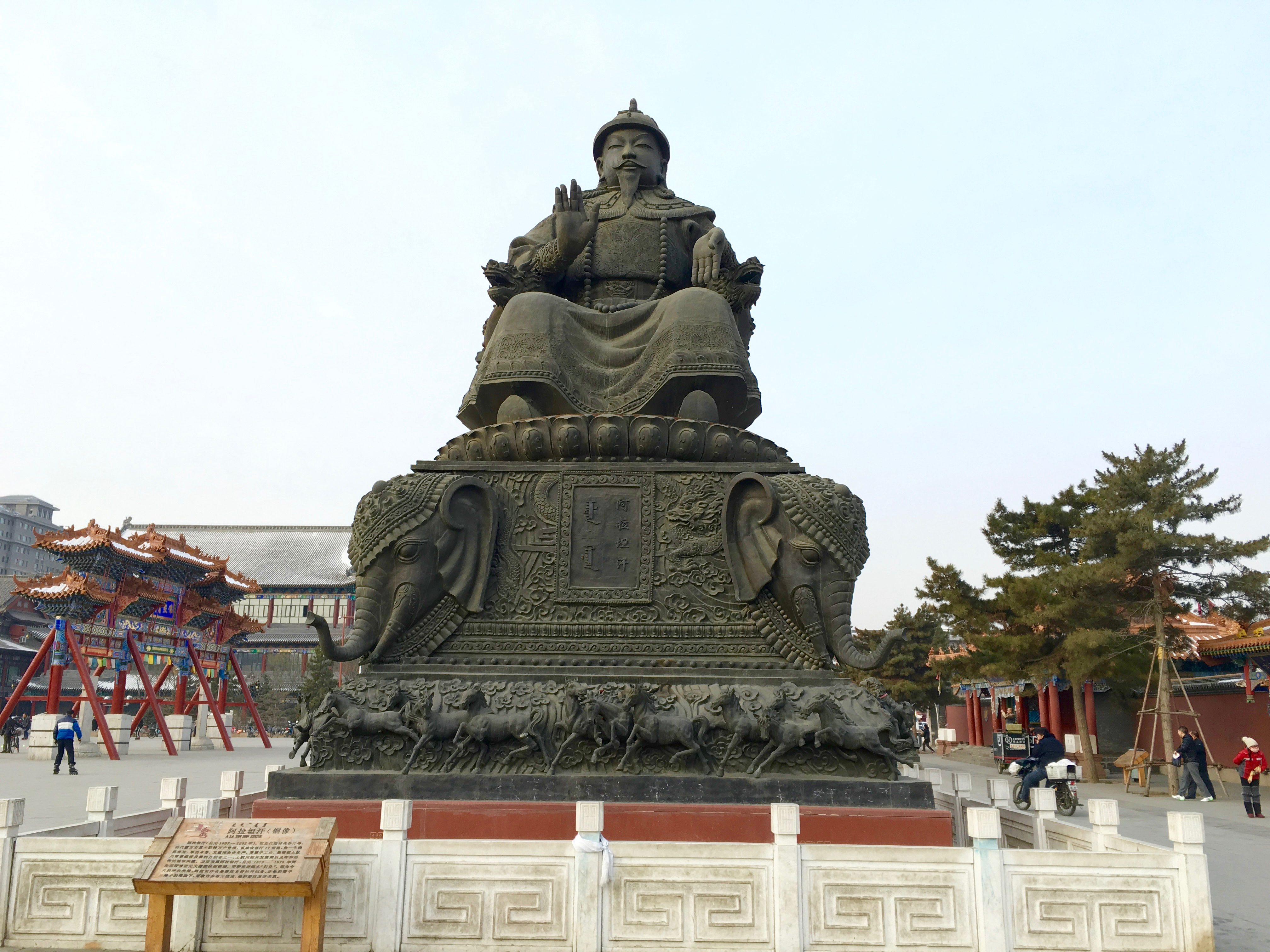
알탄 칸 동상

알탄이 속한 차하르부는 초기에 봉주탄(지금의 내몽골 자치구 [[[후허하오터]])에서 유목생활을 하다가 차츰 세력이 강해졌다. 1524년 형 군빌리크 메르겐의 우량카이 3위 원정에 출전, 동행하였다. 알탄 칸은 후에 목초지를 개척하기 위해 오아라트 부족을 서서히 서쪽으로 몰아내고 막북 고원을 장악해 나갔다. 알탄 칸은 몽골 제국의 대칸 자리는 아버지 바르수볼라드 저넌 칸이 자신에게 물려줘야 될 자리라 생각했다. 그런데 보디 알락 칸을 따르는 자들이 불법으로 빼앗아갔다고 봤다.
1524년 명나라의 대동(大同)에서 병사들이 반란을 일으키자, 알탄은 형 군빌리크 메르겐과 각각 몽골인 병력을 보내 이들의 소요사태를 지원했다. 대동의 반란군은 순무도어사 장순금을 살해했다. 쿠데타가 실패하고 대동의 병력이 대량으로 피신하자, 형 군빌리크 메르겐과 함께 이들의 피신과 망명, 몽골 정착을 적극 도와주었다. 1531년 혹은 1533년 아버지 바르수볼라드 칸이 죽자, 알탄은 투메드 부 내의 일부 영지를 물려받았다. 오르도스, 투메드, 우량카이, 우이고드, 옹기라트부 등 우익 내부의 다얀 카안 반대자들이 있었고, 군빌리크는 동생 알탄 칸의 도움을 얻어 이들 내부 반대파를 제압해나갔다.
몽골 동부 우익 3만호를 점령한 알탄 칸은 할하 북서부, 외할하의 아바타이 사인 칸을 지원, 자기 세력을 구축하는데 도움을 주었다.
초기에 안다 칸은 투메드부 내의 작은 소 영지를 통치하는 통치자였다. 안다의 영지는 인산산맥(陰山山脈) 근처에 있었다. 후일 투메드부를 차지한 아버지 바르수볼라트 카안의 뒤를 이어 형 군빌리크 메르겐이 칸을 계승하였으며, 군빌리크 메르겐 사후 투메드부를 넘겨받았다. 그는 보디 알라크 칸의 종주권을 인정하고 그의 통치에 협조하였다.
1532년 알탄 칸과 군빌리크 메르겐은 청해(靑海)를 원정했다. 1509년 다얀 카안이 우익 3만호를 점령하기 전 오르도스의 영주 이브라힘은 다얀 카안에게 패하고 청해로 도주하였다. 다얀 카안에게 태사(太師) 직책을 받았던 그의 이부형제 부라카이 등은 1532년 청해로 건너갔다. 1532년과 1534년에는 서해전투에서 이브라힘의 무리와 부라카이 무리를 최종 격파하고 청해를 점령했으며, 한동안 티베트에서 티베트인 용병을 모집하여 병력을 동원하기도 했다. 1533년 명나라 대동에서 병사들이 반란을 일으키자 이들을 지원하였고, 총병(總兵) 이근이 살해되었다. 그러나 반란군은 곧 명나라 군대에 진압되었고, 일부 명나라 장병들은 알탄 칸의 영지로 도피했다. 그의 영지로 귀순한 명나라 장병들은 알탄 칸의 명나라 원정대의 길잡이이자 안내인이 되었다.

### 군사적 업적

#### 명나라 공격
알탄 칸은 군사적으로 명나라를 지속적으로 위협했다. 1529년, 1530년, 1542년에 명나라 다퉁, 허베이 원정을 단행하여 많은 양의 소, 말, 양 등의 가축과 전리품을 약탈해 돌아왔다. 그는 조선에 북로의 추장으로 명나라 변방을 약탈하는 인물로 알려졌다.

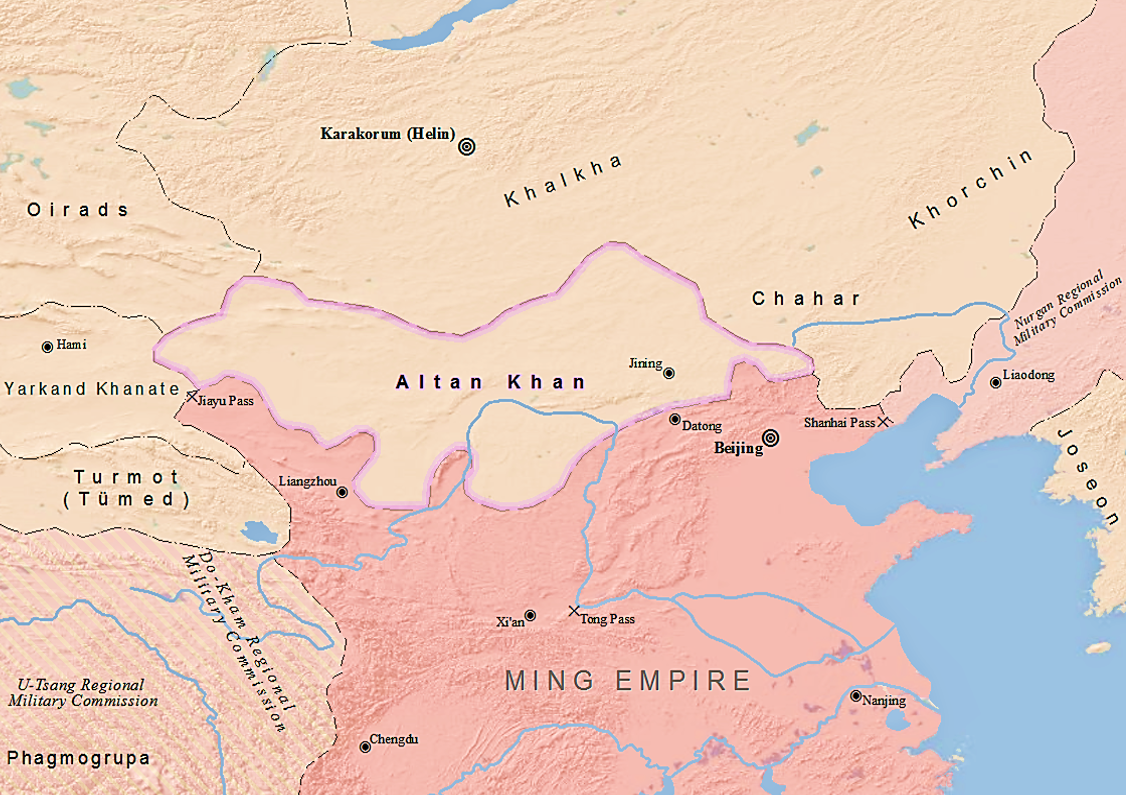
투메드부와 알탄 칸의 영토

1538년 몽골 우익 3만호의 군권을 장악했고, 그 해 몽골 영지 내의 내란을 평정, 보디 알락 칸으로부터 소토 칸(索多汗, ᠰᠣᠳᠣ ᠬᠠᠨ, 천혜(天恵)를 가진 칸)이라는 칭호를 받았다. 1542년 형 군빌리크가 죽자 투메드부의 칸 직위를 세습했다. 어떤 이유로 형 군빌리크의 아들들 대신 그가 투메드부의 칸이 되었는지는 알려진 것이 없다. 군빌리크의 지농직은 그의 아들 노욘다리 지농이 세습했지만, 몽골 우익 3만호의 실권은 알탄에게 있었다. 군빌리크 생전에 그는 몽골 우익 3만호의 실권을 장악했고, 황하에서 오르도스의 영토를 지배했던 알탄 칸은 자신의 영지 내 농업과 무역을 발전시키면서, 오이라트와 명나라에 압력을 가할 기회를 얻었다.
1541년 7월 명나라에 한인 석천작(石天爵)을 사신으로 파견, 대동에 대기하며 무역을 청하는 조서를 바쳤으나 가정제가 이를 거절했다. 명나라 상서 번계조(樊繼祖)가 대동에서 알탄 칸에게 현상금을 걸었다. 알탄 칸은 석령관(石嶺關)을 공격하여 함락하고 태원(太原)을 공격했다. 군빌리크는 평로위(平虜衛)와 평정(平定), 수양(壽陽) 등 여러 곳에 침입하여 약탈하였다. 총병 정장(丁璋), 유격 주우(周宇)와 명나라 장군들이 전사하고, 가정제는 살아남은 명나라 장군들을 처벌했다.
1542년 5월 명나라에 한인 석천작(石天爵)을 사신으로 보내, 조공을 바칠 것을 약속하고 무역을 허용해줄 것을 요청했다. 그러나 대동 순무 용대유(龍大有)가 석천작을 체포하여 북경으로 보낸 뒤 처형했다.

#### 산서성 공략
1542년 7월 알탄 칸은 직접 만리장성을 너머 명나라의 변방 삭주를 침공, 산서성, 섬서, 량주와 진주를 약탈, 노략하고 기현(祁縣)을 점령, 부총병 장세충(張世忠) 군 3천명을 포위했다. 분전 끝에 부총병 장세충을 화살로 쏘아 전사시키고, 부장 장선(張宣), 장신(張臣)과 3천 병력을 몰살시켰다. 알탄의 군대는 다시 삭주를 공격, 도합 20만 명의 남녀를 몰살시켰으며, 8만 채의 가구를 불태웠고 2백만 마리의 소와 말, 양 등을 노획하여 돌어왔다. 명나라 원정에서 대대적으로 승리하고 돌아온 공로로 투시예드 세첸 칸(보좌하는 현명한 칸)의 칭호를 수여받고, 보디 알라그 칸의 다음 서열로 인정되었다. 그 결과 그는 내몽골 고원 서쪽 절반인 3만 명의 몽골군 우익 부대의 주요 지도자가 되었다.
그의 투메드부 영역은 원래 영역에서 서쪽으로 더 나아가, 직례(直隷), 산서성 대동과 동쪽으로는 요하(遼河), 남으로는 만리장성에 인접하였다.
1546년 5월 대동에 사자를 보내 화의를 제의하며 무역을 요청했으나 사자는 살해되었다. 7월 알탄 칸은 다시 다퉁으로 사자를 보내 무역 허용을 요청했으나 명나라에서는 답변을 거부했다.

#### 할하 점령, 호르호트 건설

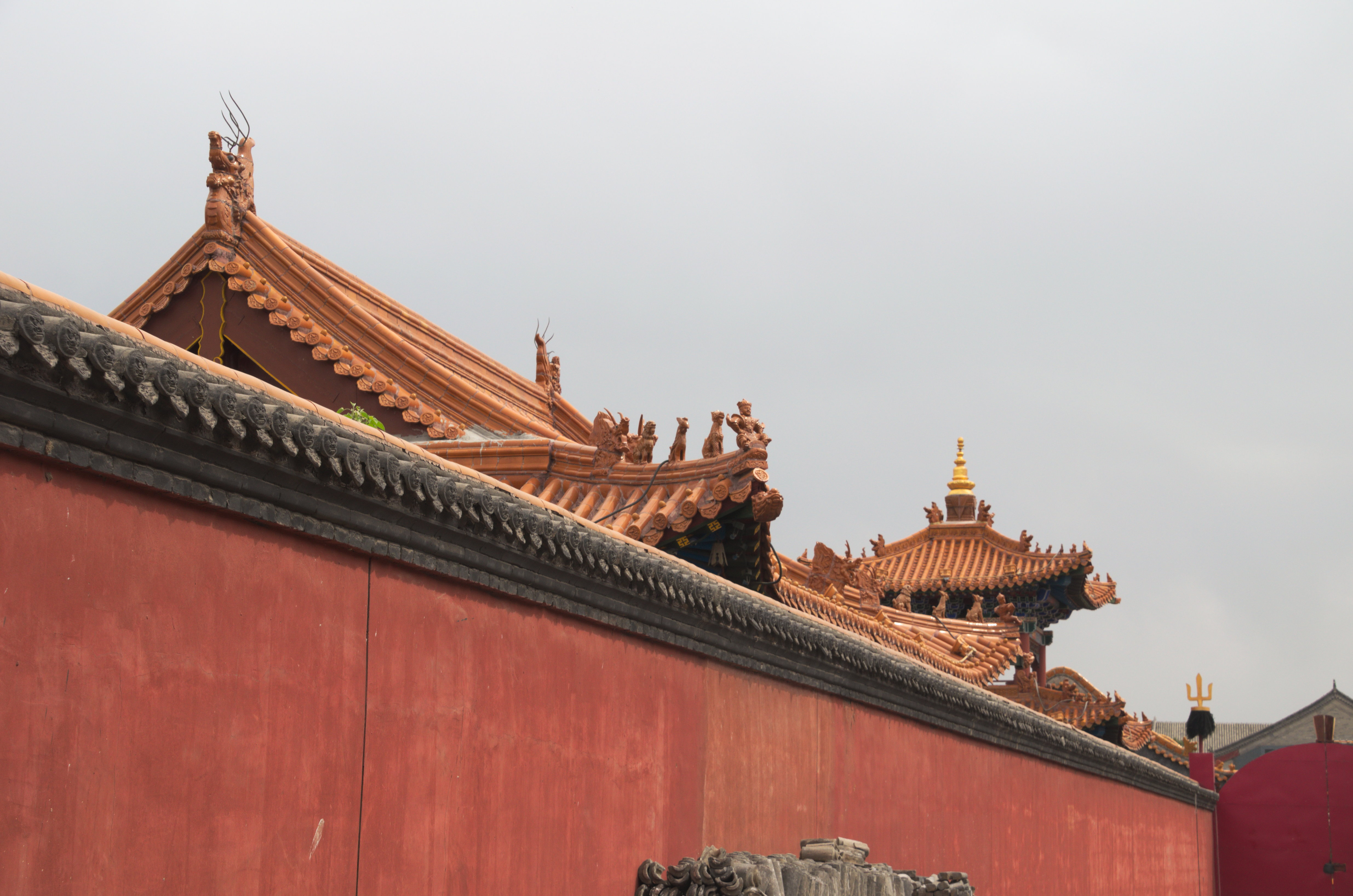
호르호트의 대소사

1547년 대칸이자 차하르부, 할하의 칸인 보디 알락 칸이 죽자, 다라이손 구텐 칸을 압박하여 이듬해 다싱안링산맥과 랴오닝 주변으로 축출했다. 빈 땅에는 바야시르 콘돌렌 칸과 알탄 칸의 장남 셍게 뒤렝 황태자를 보내 장악하게 하여, 알탄 칸의 영향력은 강해졌다. 1548년 명나라의 다퉁에 사자를 보내 무역 허용을 요청했으나, 가정제는 이를 거절했다.
1551년 차하르부의 칸이자 대칸 다라이손 구텐 칸은 알탄 칸에게 게겐 칸(Гэгээн хан 格堅汗, 현명한 칸)이라는 직위를 주어 그를 회유하였다.
1550년부터 1554년 알탄 칸은 내몽골 남부에 성곽과 건물을 짓고 도시 쾨케호타(몽골어:  Хөх хот, 몽골어로 푸른 도시, 푸른 고양이를 의미, 현, 내몽골 자치구 후허하오터 시)를 건설했다. 알탄 칸은 잃어버린 대도(大都)의 재건을 선언하고 도시 공사, 성곽 수축을 시작했다. 도시의 이름은 초기에 대 바이신(大板升)으로 정해졌는데, 중국어 백성을 몽골 발음으로 음차했던 것이다. 쾨게호트는 원래 그가 머무르는 주요 도시, 수도이자 오르도스와 함께, 투메드부 및 내몽골의 주요 중심도시의 하나로 성장했고, 그의 영토 내에서 공예와 무역의 중심지로 성장했다. 쾨게호타 성은 1572년에 완공된다.
1565년 명나라에서 넘어온 한인들을 대량으로 받아들여 이곳에 정착시키면서 호르호트는 크게 성장하였다.

### 명나라와 협상, 무역권 획득

#### 북경 포위, 경술의 변
알탄 칸은 명나라에 말 무역을 요청하였으나 가정제는 거절했다. 1550년 알탄 칸은 명나라에 사자 세첸카이를 북경에 보내 말 무역을 요청했으나, 명나라에서는 그의 사자를 살해했다. 가정제의 무역 거절을 이유로 알탄 칸은 아들 셍게 뒤렁과 군사를 이끌고 11550년 6월에는 만리장성을 넘어서 다퉁을 공격, 명나라 총병 장달(張達) 등을 전사시키고, 고북구를 거쳐 통주, 백하 등을 격파했다. 부총병 임춘(林椿)의 군사를 전멸시켰다. 같은 6월 북경을 공략, 포위하고 북경 교외와 주변지역에 불을 지르는 경술의 변을 일으켰다.(→경술의 변) 몽골인들은 북경과 그 주변 지역을 불태웠고, 한때 명나라군을 북경 성안으로 몰아넣고 포위하기도 했다. 그러나 그의 병력은 몽골 제국 전체 군대의 4분의 1 정도였고, 소수의 병력으로 명나라를 장기간 점령하는 것이 어렵다고 본 알탄 칸은 8월 동쪽으로 후퇴했다가, 8월 23일 철군하였다. 자신이 작은 군대로 이겼다는 사실이 명나라에 알려지는 것과 명나라의 역습 두려웠던 그는 오랫동안 자신의 우위를 유지할 수 없다는 것을 알고 퇴각한다. 알탄 칸의 군대는 명나라의 문헌, 사서에서 말하는 북로(北虜)의 대명사가 되었다.
1550년 12월 사자를 명나라 선부(宣府)와 다퉁에 보내 교역을 요청하였다. 그러나 명나라는 무반응이었고, 1551년 3월 사자 토토(脫脫)를 선부에 보내 교역 허용을 요청하고, 말 시장, 우시장, 양 시장을 열어줄 것을 요구했다.
1551년 4월 명나라와 협상을 체결, 다퉁과 선부(宣府)의 교역을 열어 몽골의 말 무역 시장이 재개되었다. 곧 명나라가 몽골의 소와 양 거래 요청을 거부하고 일방적으로 말 시장을 폐쇄하자 알탄 칸은 1552년 2월 다시 명나라 다퉁 등 변경을 공격했다. 1552년에는 옛 몽골의 수도였던 카라코룸으로 진군, 카라코룸을 지배하에 두었다. 1552년부터 그는 몽골 서부를 점령한 오이라트를 침공, 공략하여 그들이 지배하던 부족을 남겨두고 오르콘강 밖으로 몰아냈고, 그해 티베트와 카자흐스탄 원정에 나섰다.

#### 명나라 재 공격
1552년 4월 명나라에서 평로대장군 구란(仇鸞)을 임명, 알탄 칸 토벌에 나섰다가 역공격을 하여 패퇴시켰다. 1553년 봄 선부와 연수(延綏)를 공격, 여름에는 감숙성과 대동, 가을에는 량주, 영구(靈丘), 광창(廣昌) 등을 공격했다가 물러났다. 1554년 봄 선부를 공격, 1555년 다시 선부를 공격, 명나라 장군 조경규(趙傾葵)를 전사시켰다. 1557년 2만 명의 병력을 이끌고 대동을 공격했다.
1557년 군사를 이끌고 청해를 원정, 정복하는데 성공했다. 1558년 티베트 북동부에서 라마 불교 승려 1천 여 명을 사로잡았다. 1559년 소진(薊鎮)과 번가구(潘家口)를 공격하고, 1560년 대동, 양주, 연수, 소, 요(遼) 등을 공격했다. 1562년 알탄 칸은 몽골 서부에 있던 오이라트족에게 새로운 타격을 가했고, 그들은 더 서쪽으로 이르티시강 밖으로 쫓겨갔다.
1563년 봄 다시 선부를 공격했다가, 명나라 대동총병 유한(劉漢)의 군대에게 격퇴당하고 물러났다.

#### 강화조약과 무역권 획득

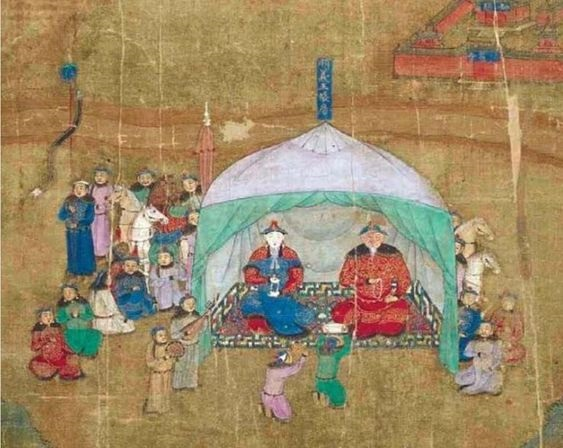
알탄 칸의 장막
(알탄 칸과 그의 아내 삼낭자)

1570년(융경4년) 10월 9일 손자인 바간나기(把漢納吉)가 10여 명의 무리를 이끌고 명나라에 투항한 것을 계기로 명나라는 1571년(융경5년) 3월 평화조약을 맺었다. 1570년 손자 바한나기가 명나라로 망명하자, 명나라는 바한나기에게 사족지휘사(四疋指揮使)와 소용장군(昭勇將軍)직을 제수했다. 알탄 칸은 사자를 보내 명나라 조정과 협상, 몽골에 포로로 붙잡혀온 조전(趙全) 등 한인과 손자 바한나기 송환을 명나라에 제시했다. 1571년 3월 28일 명나라는 총독 왕숭고(王崇高)를 보내와 협상, 명에 의해 순의왕(順義王)에 봉해져서 거성을 귀화성(歸化城)이라 부르고 명과 교역했다.(알탄봉공 / 융경화의) 이 때의 협상으로 명나라 황제로부터 투메드부의 칸은 특별 독점무역권을 받았다. 왕숭고를 통해 순의왕작에 책봉되고, 홍망의(紅蟒衣, 붉은 관복) 1벌을 받았으며, 그의 동생 곤도르(昆都力哈 хөндлөн)와 아들 셍게 뒤렁은 도독동지(都督同知)를 제수하고, 각각 붉은 사자의(獅子衣) 1벌, 채폐(綵幣) 비단 4장을, 빈토태길(賓兎台吉) 등 10명은 지휘동지(指揮同知)를 제수하고, 나목아태길(那木兒台吉) 등 19명은 지휘첨사(指揮僉事), 타아한태길(打兒漢台吉) 등 18명은 정천호(正千戶)직을, 아배태길(阿拜台吉) 등 12명은 부천호(副千戶)를, 흡태길(恰台吉) 등 2명은 백호(百戶)직을 받았다.
1571년 3월 28일 명나라는 도독 왕숭고를 통해, 대동, 득승보(得勝堡, 대동 북쪽), 장가구, 영하(寧夏), 홍산(紅山), 청수영(淸水營), 감숙 등 11개 국경 무역 도시를 열었다. 알탄 칸은 사자를 보내 북경에 티베트 라마의 가르침, 티베트 경전 및 번역본을 선물로 주었다.
융경제는 그에게 귀화라는 이름을 내렸는데, 문명으로의 복귀를 뜻한다. 말과 비단 등이 무역의 대상으로, 이후 이로 인해 튀메드는 경제적으로 크게 신장된다. 알탄 칸의 재위 기간 동안 반란을 일으킨 오이라트와 카자흐, 키르기스 등의 지역에 수차례 원정을 진행해 성공적으로 제압했다. 그러나 몽골 백성들은 명나라에 침입하여 약탈함으로써 많은 돈을 벌었기 때문에 불만을 품기 시작했고, 평화를 명분으로 명나라를 약탈하는 것이 불가능해졌다.
1571년 알탄 칸은 명나라 조정에 청해 자신의 동생으로 욘시에브부, 하르친부를 다스리던 곤도르(昆都力哈 хөндлөн) 혹은 바야스칼 곤도르(巴雅斯哈勒昆都楞, Баясхал хөндлөн)에게도 왕작 수여르르 청하였으나, 거절당했다. 명나라에서는 알탄 칸의 사절을 환대한 뒤 되돌려보냈다. 곤도르는 1572년 사망하여 곤도르에게 중국 왕작을 수여하려는 계획은 실패했다. 1573년에 칭하이를 공략, 암도 지구와 캄 일대를 점령하고, 그의 군대는 티베트의 동쪽 끝 지역을 장악했다. 이 때 티베트 불교 겔룩파(황교)의 승려들과 자주 교류하였다.

### 달라이 라마 초빙

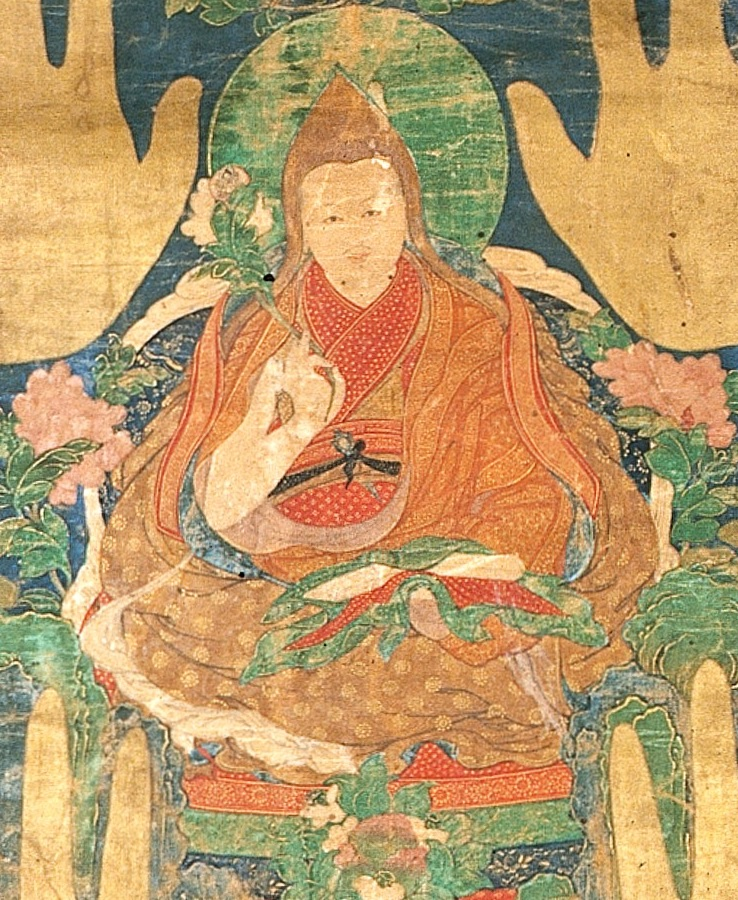
티베트 불교 겔룩파의 소남 갸초

그에게는 종교적인 성격이 있었는데, 티베트 지역에 들어갔을 때 그는 불교로 개종했다. 그는 나중에 청해에 앙화사(仰華寺)를 지었고 달라이 라마 3세를 초청했다. 1569년 그는 티베트의 티베트 불교 중 겔룩파의 소남 갸초(달라이 라마 3세)를 초빙했으나, 드레 퐁 사원에 체류하던 소남 갸초는 사양하고 대신 자신의 제자 중 1명을 몽골 투메드부로 보냈다. 그는 알탄 칸에게 몽골 전역에 부처님의 가르침을 전파할 수 있는 좋은 기회에 대해 토론하였다. 1571년 소남 갸초는 티베트 불교 승려로 쓰촨 성 암도 지구 출신 아싱 라마(Asing lama)를 투메드부 호르호트로 보내 가르침을 전했다.알탄 칸은 아싱 라마를 면담하고 곧 불사를 주최한다. 1573년 알탄 칸은 티베트에 소남 갸초를 초청하였다. 1577년 소남 갸초를 다시 몽골로 초청했다.
1578년 5월 15일 청해호 남쪽 찹찰(察布査爾, 현재의 궁허현)에서 소남 갸초를 만났다. 이 자리에서 알탄 칸은 선행을 베푸는 열 가지 법을 지킬 것과 한인과 티베트인에 대한 약탈 행위를 엄금할 것을 선언했다.
알탄은 소남 갸쵸에게 티베트어 갸초의 몽골어에 상응하는 단어 달라이라 불렀고, 성식일절 와제이달랄(울제이트) 달라이 라마(聖識一切 瓦齊爾達喇 達賴喇嘛), '거룩함이 일절이며 축복 받은 달라이 라마'라는 존호를 올렸다. 이때부터 달라이 라마라는 칭호가 유래되었다. 갸초는 티베트어로 '바다'라는 뜻으로, 달라이 라마는 '바다같은 지혜'를 뜻한다. 알탄 칸은 몽골에 티베트 불교의 포교, 확산을 지원했다. 이러한 이유로 티베트 불교는 다시 몽골 전역으로 퍼져 나갔다. 1578년 제3대 달라이 라마로부터 전륜왕(轉輪王)의 칭호를 수여받았다.
청사고에 의하면 만년의 알탄은 출병을 귀찮아하여 오르도스에 체류했는데, 석극 제농(碩克濟農)의 권고로 장거정체로 친필 편지를 써서 다시 티베트로 사자를 보내고 공물을 보냈다 한다. 알탄 칸은 호르호트에 대소사(大召寺) 또는 이크 조(ᠡᠬᠡ ᠵᠤᠤ, Их Зуу, 몽골어로 큰 사원이라는 뜻)를 세웠다. 테그친 촌호르(Тэгчин Чонхорыг)로도 부른다.

### 불교 전파 및 기타 활동
그는 불교 포교를 통해 몽골인을 종교적, 정신적, 사회적인 통일을 시도했다. 알탄 칸의 명으로 티베트어와 산스크리트어 텍스트를 몽골어로 번역하는 작업이 시작되고 어학자들이 초빙되었으며, 편지들은 은과 금으로 쓰여졌고 달라이 라마의 몽골인 신자들이 이 비용을 일부 지불했다. 50년 이내에 상당수 몽골인들이 불교 신자가 되었으며, 수만 명의 승려들이 겔루그에 소속되거나 교육받았으며, 달라이 라마를 영적인 스승으로 받들었다.
알탄 칸은 달라이 라마와 협력, 제휴하여, 이전 쿠빌라이 세첸 카안이 티베트 불교의 팍스파 라마 롭상 텐진과 협력하여 추구한 정치, 종교적 연대를 모방하려 했다. 이때부터 불교는 몽골에 다시 퍼지게 됐다. 티베트를 다녀왔던 그의 친척 외할하부의 아바타이 칸은 알탄 칸의 불교 개종에 관심을 갖고, 티베트 불교와 접선하려 시도했다. 아바타이 칸은 제3대 달라이 라마의 투메드부 방문 소식을 접하고 그를 찾아와 경의를 표한 후, 칸의 칭호를 수여받았다.
알탄 칸은 또한 망명한 한인 관료들, 백련교도들, 그리고 생활고 때문에 명나라로부터 도망친 농부들을 적극적으로 받아들여 정착시키고, 그들의 문화를 받아들이고, 호호트(내몽골 자치구의 수도)와 같은 많은 도시들을 건설하였다.

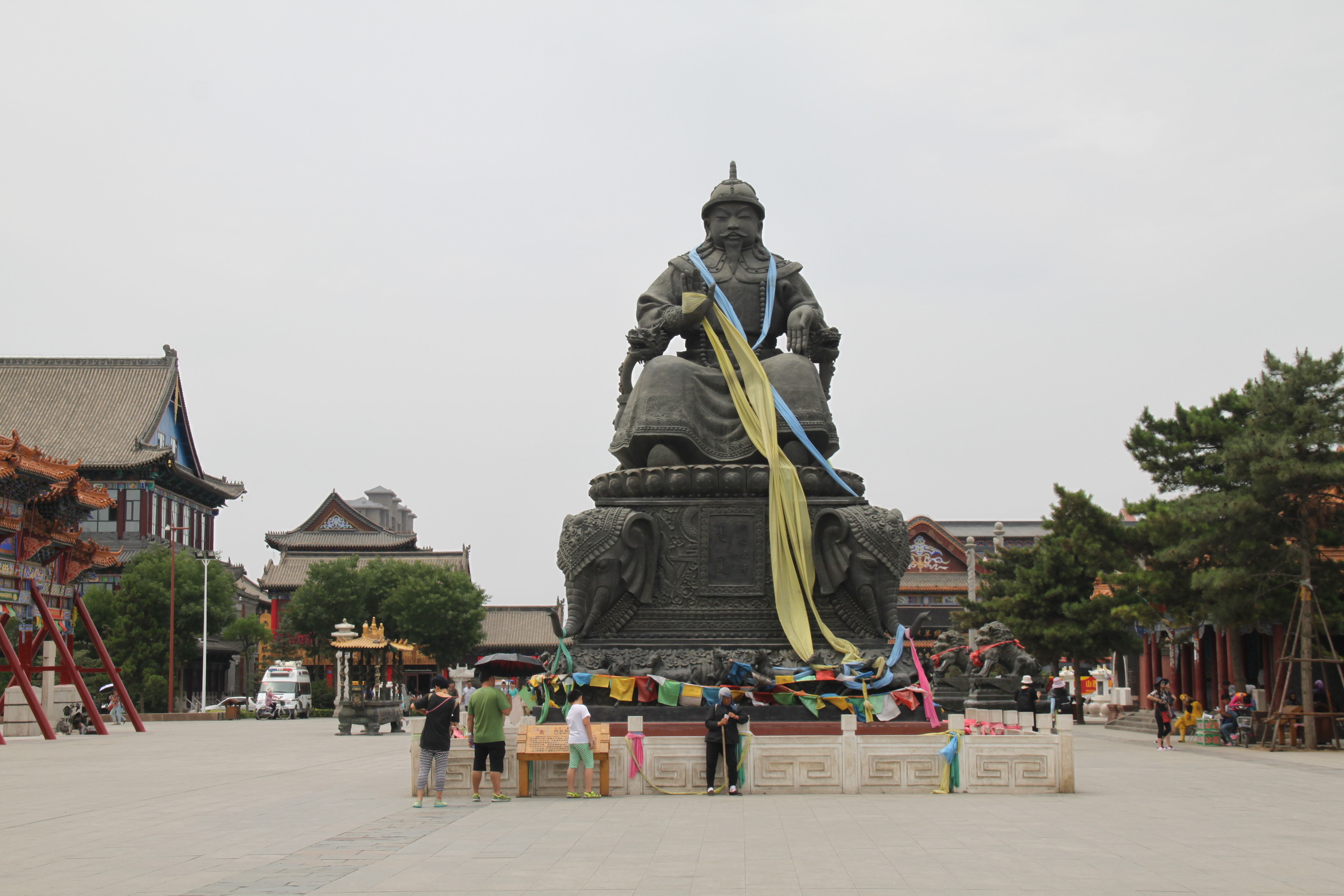
대소사(大召寺)에 있는 알탄 칸 동상
(내몽골 자치구 후허하오터 시 소재)

재위 기간 동안 그는 몽골의 농업, 축산 및 수공예 산업을 발전시켰고 한족과 티베트 문화를 흡수했으며, 불교를 통한 사상적 단결을 꾀하였다. 또한 그의 재위기간 중 건축, 공예, 의약, 달력 제조 및 군사 전술의 발전을 촉진시켰다. 또한 오르도스 지역 역시 교역로와 대명나라 무역시장 형성을 지원했다.

### 최후
1578년 겔룩파 소남 갸초는 그에게 투메드인 알탄 쿠르딩 에르굴레치 차크라바르티 세첸 카안(Түмэдийн алтан хүрднийг эргүүлэгч Чакраварди сэцэн хаан, 轉千金法輪咱克喇瓦爾第徹辰汗)으로 천금과 같은 황금바퀴를 돌리는 차크라바르티이자 현명한 왕이라는 뜻의 존호를 올렸다.
알탄 칸이 병석에 누웠을 때 일부 몽골귀족이 어떤 이유로 반발, 달라이 라마의 대리인을 살해하려 했으나, 만주시리 쿠툭투의 설득, 알탄 칸과 쿠툭투승려들이 깨달음을 얻기 전까지는 라마를 해하면 안된다고 반대하여 막았다.
1580년경부터 정확히 알 수 없는 이유로 아파서 병석에 누웠고, 1582년 1월 13일 10시(雞時, 酉時) 혹은 2월 26일 10시에 카탄 고르(황하) 근처에서 사망했다. 알탄칸전에 의하면 저녁 10시이고 황하 근처라 한다. 일설에는 그해 2월 4일에 사망했다는 설이 있다. 장남 두렝 셍게 황태자가 투메드부의 칸의 지위를 이어받았으며, 명나라로부터 순의왕작을 물려받았다. 알탄 칸의 사후 몽골 제국은 분열되었다.

### 사후
그는 지용을 겸비한 인물, 수완있는 인물이라는 평이 있다. 그의 계속된 명나라 공격은 명나라 북부 섬서성, 산서성 지역의 황폐화로 이어졌고, 후일 명나라가 만주족에게 패배하게 된 여러 가지 이유의 하나가 되었다. 그의 뒤는 곧 셍게두구렝 콩타이지가 계승했으나, 곧 사망하고 손자 누무다이 세첸 칸이 계승했다. 그의 사후 투메드부의 동몽골 우익 내의 영향력은 사라지고, 동몽골 우익 내 각 부는 자립하였다. 그의 후처 삼낭자는 자신의 아들 부다시리 타이지를 투메드부의 칸으로 옹립하려다가 번번히 실패하였다.
알탄 칸의 시신은 알려지지 않은 곳에 안치되었다가, 1585년 귀화성(歸化城)에서 소남 갸초에 의해 다비식이 봉행되었다. 그는 몽골에 불교를 재중흥시켯다 하여 다그신 보그드 알탄 칸(дагшин богд Алтан хаан)으로 존경받았다. 이는 몽골어로 성스럽고 위대한 알탄 칸이라는 뜻이다.
그가 명나라로부터 얻어낸 마시장과 무역은 이후 투메드부의 주요 수입원이 되었다. 그가 세운 후허하오터는 이후 투메드부의 수도이자, 투메드 멸망 후에는 내몽골의 중심지가 되었다. 그의 투메드 칸국은 1627년 차하르부의 링단 칸의 공격으로 파괴될 때까지 유지되었다.

## 가족
- 처첩
  - 하툰(哈屯), 이름미상, 장남 셍게두렁의 모친
  - 막륜하툰(莫倫哈屯), 일명 일극하툰(一克哈屯), 본래 아버지 바르수볼라드 칸의 세번째 하툰이었다가 알탄이 수계. 철배 타이지의 모친
  - 중긴하툰(鍾金哈屯, Junggin qatun), 일명 삼낭자(三娘子), 알탄칸의 외손녀이자 손자 바한나기(把漢那吉)의 처가 될 사람이었으나, 미모에 반하여 알탄칸이 빼앗어버림, 7남 부다시리(不他失禮)의 모친

- 아들(9명)
  - 장남 : 셍게 뒤렁(Sengge Düüreng, 森格都隆) 혹은 셍게 홍타이지(辛愛黃台吉), 이름은 乞慶哈
    - 손자 : 나무다이 서천(撦力克), 셍게뒤렁 장남
      - 증손 : 晁兔台吉, 撦力克 장남
        - 고손 : 보쇽투(卜失兔)

    - 손자 : 松木兒台吉, 셍게뒤렁 5남
      - 증손 : 云丹嘉措, 松木兒台吉 4남

  - 차남 : 부얀타이지(不彦台吉)
    - 손자 : 바야바투르타이지(擺腰把都兒台吉)

  - 3남 : 鐵背台吉
    - 손자 : 바한나기(把漢那吉)

  - 4남 : 빙투타이지(丙兔台吉)
  - 5남 : 바린타이지(把林台吉)
  - 6남 : 哥力各台吉
  - 7남 : 부다시리타이지(不他失禮台吉)
  - 8남 : 沙赤星台吉
  - 9남 : 倚兒將遜台吉
  - 양자 : 恰台吉

## 같이 보기
- 할하의 알탄 칸
- 경술의 변
- 투메드부
- 다얀 카안

## 참고 자료
- 동북아역사재단 편, 《명사 외국전 역주(明史 外國傳 譯註)》, (동북아역사재단, 2012)